# Samurai Pizza Cats
Samurai Pizza Cats (jap. キャッ党忍伝てやんでえ, Kyattō Ninden Teyandē) ist eine Anime-Fernsehserie aus den Jahren 1990 und 1991 mit Mecha- und Science-Fiction-Elementen.

## Handlung
Die Serie handelt von den drei anthropomorphen Katzen Speedy Gorgonzola (Yattarō), Guido Casanova (Sukashii) und Polly Ester (Pururun), die zusammen in Little Tokyo, einer imaginären japanischen Stadt, mit sowohl traditionellen, als auch futuristischen Elementen, in der noch unzählige andere Tierarten leben, eine Pizzeria betreiben. Doch dient das Betreiben der Pizzeria vor allem der Tarnung für die wahre Aufgabe der Katzen (genaugenommen eine Katze und zwei Kater), denn wenn Unheil naht, kämpfen die drei als Samurai gegen Unholde, wobei sie kybernetische Rüstungen tragen. Als ständig wiederkehrender Widersacher erweist sich die Ratte (im Original ein Fuchs) Big Zaster (Kitsunezuka Koon-no-Kami) mit seinen Krähen-Lakaien. Diese nutzen für ihre Eroberungspläne oft riesige Roboter (Mecha).

## Entstehung und Veröffentlichungen
Tatsunoko und TV Tokyo produzierten die 54 Episoden der Serie. Regie führten Kunitoshi Okajima, Takeshi Serizawa, Shinji Sakai und Katsumi Kosuga. Unter den Drehbuchautoren für die Serie befand sich Satoru Akahori, der später durch Animes wie Bakuretsu Hunter und Saber Marionette J bekannt wurde. TV Tokyo strahlte die Serie vom 1. Februar 1990 bis zum 5. Februar 1991 erstmals im japanischen Fernsehen aus.
1991 kamen einige Episoden zusammengeschnitten als Samurai Pizza Cats: The Movie in englischer Fassung heraus. Später folgte eine Fernsehausstrahlung im Vereinigten Königreich und in Kanada sowie 1996 schließlich in den Vereinigten Staaten. In der englischsprachigen Fassung wurden einige gewalttätige Szenen entfernt, die Musik ausgetauscht und das Drehbuch neu geschrieben. Im japanischen Original handelt es sich bei den Protagonisten um Ninja, während die Protagonisten in der englischen Fassung als Samurai auftreten.
Auf Basis der englischen Fassung entstanden Synchronisationen auf Französisch, Spanisch und Deutsch. In Deutschland wurde die Serie erstmals 1992 von RTL plus ausgestrahlt. 2001 nahm der Sender Fox Kids die Serie ins Programm.